# Khaled Holmes
Khaled Holmes (* 19. ledna 1990 v San Diegu, stát Kalifornie) je hráč amerického fotbalu nastupující na pozici Centra za tým Indianapolis Colts v National Football League. Univerzitní fotbal hrál za Univerzitu Jižní Kalifornie, poté byl vybrán ve čtvrtém kole Draftu NFL 2013 týmem Indianapolis Colts.

## Univerzitní kariéra
Holmes navštěvoval Univerzitu Jižní Kalifornie, kde mezi roky 2009 až 2012 hrál americký fotbal. V sezóně 2010 začal nastupovat na pozici pravého Guarda, o rok později začal hrát jako Center. Za své výkony byl vybrán do all-stars týmu konference Pac-12. Na jaře 2011 zakončil studium ziskem bakalářského titulu v oboru Komunikace a začal pracovat na zisku magisterského titulu v oboru Komunikace managementu. V posledním ročníku 2012 byl po základní části jmenován jedním ze šesti finalistů "Rimington Trophy", která je každoročně udělována nejlepšímu Centrovi univerzitního fotbalu.

## Profesionální kariéra

### Draft NFL 2013
Holmes byl považován za jednoho z nejlepších vnitřních linemanů Draftu,, ale nakonec byl 27. dubna vybrán až ve čtvrtém kole týmem Indianapolis Colts jako 121. hráč celkově.
| Parametry před draftem |           |            |                |       |       |          |      |       |            |
| Výška                  | Váha      | Délka paží | Velikost rukou | 40 yd | 20 ss | 3 kužely | Vert | Broad | Benchpress |
| 6 stop 3 palce         | 302 liber | 35 palců   | 10 1⁄4 palce   |       |       |          |      |       |            |

### Indianapolis Colts
Holmes debutoval v NFL v 15. týdnu sezóny 2013 proti Houston Texans a nastoupil i do zbývajících dvou utkání základní části, byť ani jednou jako startující hráč. V ročníku 2014 si připisuje už pět startů, z toho dvakrát jako startující hráč na pozici Centra.